# Île d'Alcatraz
Ne doit pas être confondu avec Île Alcatraz ou Pénitencier fédéral d'Alcatraz.
« Alcatraz » redirige ici. Pour les autres significations, voir Alcatraz (homonymie).
 (mai 2025).
L'île d'Alcatraz, en anglais : Alcatraz Island, est une île située dans la baie de San Francisco à 1,92 km du port de San Francisco en Californie, dans l'Ouest des États-Unis.
Elle fut nommée en 1775 « Isla de los Alcatraces » par Juan Manuel de Ayala car elle servait de refuge à de nombreux pélicans bruns. Cette île hébergea une forteresse militaire pendant plusieurs décennies (1850-1909), puis une prison militaire (1909-1933) et une prison fédérale de haute sécurité (1934-1963). Occupé par des activistes amérindiens de 1969 à 1971, le complexe d'Alcatraz est aujourd'hui reconverti en un site historique géré par le service des parcs nationaux des États-Unis. Il est visité chaque année par plusieurs centaines de milliers de touristes et demeure un lieu d'observation des oiseaux de la baie.

## Toponymie
L'île d'Alcatraz est appelée Alcatraz Island en anglais. Ce toponyme provient de l'espagnol ancien alcatraces qui désignait les pélicans dont certains trouvaient refuge sur l'île, et a donné son nom à la prison appelée simplement « Alcatraz. »
L'île est également surnommée The Rock (le rocher).

## Géographie

Carte de localisation de l'île d'Alcatraz : l'île figure en vert, encerclée de rouge.

Alcatraz est une île située dans la baie de San Francisco, en Californie sur la côte Ouest des États-Unis. Elle se trouve à l'est du Golden Gate, un bras de mer qui relie la baie à l’océan Pacifique. L'île mesure environ 90 000 m2 soit neuf hectares. Elle appartient à une région marquée par le risque sismique. Son sous-sol est composé de grès. Elle est située à 1,92 km de San Francisco.

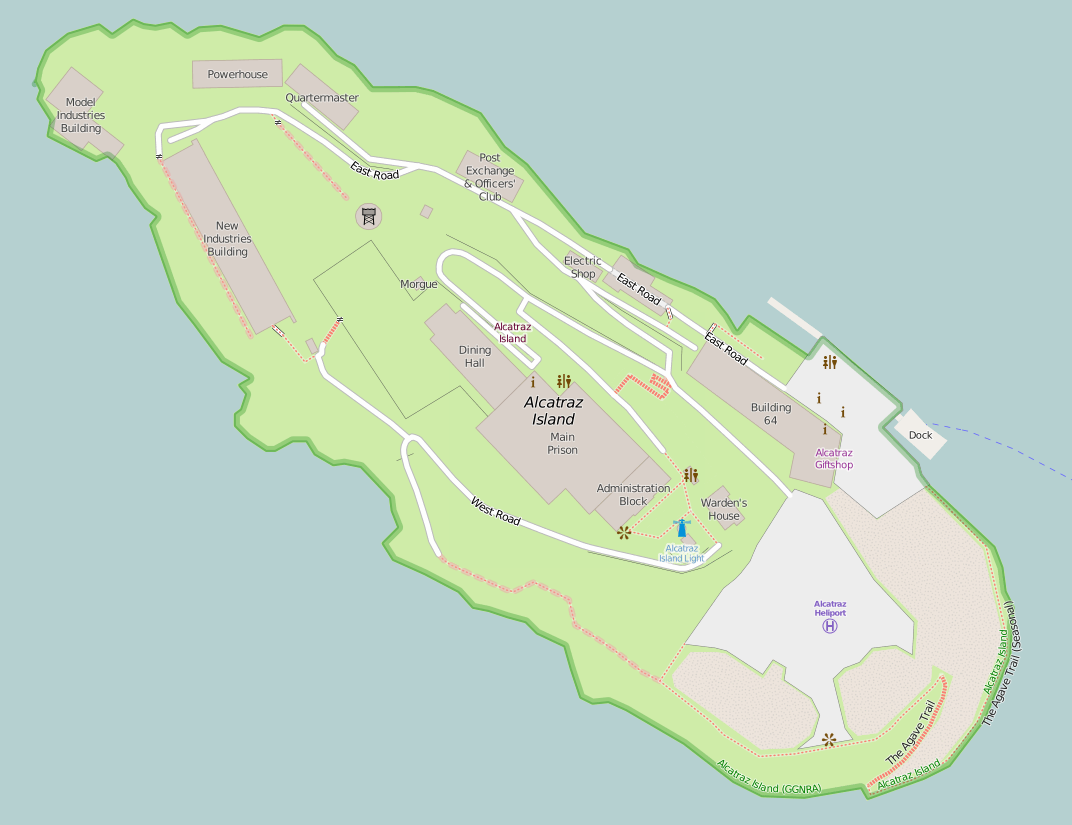
Carte de l'île d'Alcatraz.

## Histoire

### Fort d'Alcatraz
Il est probable que les Amérindiens Ohlones soient venus chasser, pêcher et collecter les œufs des oiseaux bien avant l'arrivée des Européens sur l'île d'Alcatraz.
En 1775, l'explorateur espagnol Juan Manuel de Ayala fut le premier européen à naviguer dans la baie de San Francisco ; au cours de son exploration, il nomme l'une des trois îles de la baie « Alcatraces », qui fut par la suite anglicisé en « Alcatraz ». Au XVIIIe siècle, les Amérindiens trouvèrent refuge dans l'île pour échapper aux missionnaires espagnols,.
Julian Workman est le plus ancien propriétaire connu de l'île. Elle lui a été donnée par le gouverneur du Mexique Pio en juin 1846 en échange de la promesse de construire un phare. Elle fut ensuite achetée par le gouverneur militaire de Californie John Charles Frémont pour le compte du gouvernement américain.
Avec la Californie, l'île d'Alcatraz était à l'origine une colonie espagnole puis fit partie du Mexique lors de son indépendance avant d’être annexée par les États-Unis en 1850. C'est alors qu'un ordre présidentiel fut lancé avec pour projet l'établissement sur l'île d'une réserve militaire pour l'armée américaine. Cependant, l'épisode de la ruée vers l'or qui entraîna l’accroissement démographique de San Francisco et le besoin de plus en plus pressant de protéger la baie de San Francisco conduisit l'armée américaine à y construire une forteresse au début des années 1850. L'armée comptait installer une centaine de canons sur l'île afin d'en faire le lieu le mieux fortifié de la côte Ouest des États-Unis. Avec le Fort Point et le Lime Point, Alcatraz formait un triangle de défense protégeant la baie de San Francisco. L'île était également le premier site opérationnel de l'Ouest américain à accueillir un phare.

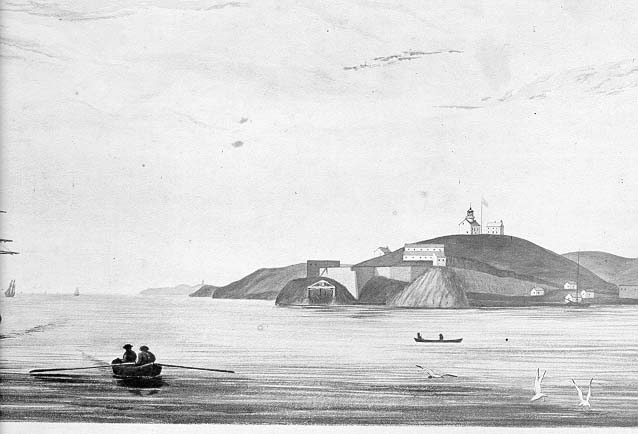
Le phare d'Alcatraz au XIXe siècle.

En 1853, sous la direction de Zealous Bates Tower, le corps du génie de l'armée des États-Unis commença à fortifier l'île. Les travaux durèrent jusqu'en décembre 1859, date à laquelle s'installa la première garnison du Camp Alcatraz. L'île fut entourée de hauts murs et une citadelle fut bâtie tout en haut près du phare : elle pouvait contenir 200 hommes en cas de siège. Les militaires firent venir de la terre et aménagèrent des jardins de style victorien à partir de 1865. Avec le déclenchement de la guerre de Sécession en 1861, l'effectif des soldats et la puissance de l'artillerie installée sur l'île furent augmentés. Le site fut également utilisé comme arsenal de la ville de San Francisco. Alcatraz servit de prison pour les sympathisants confédérés.

### Prison militaire

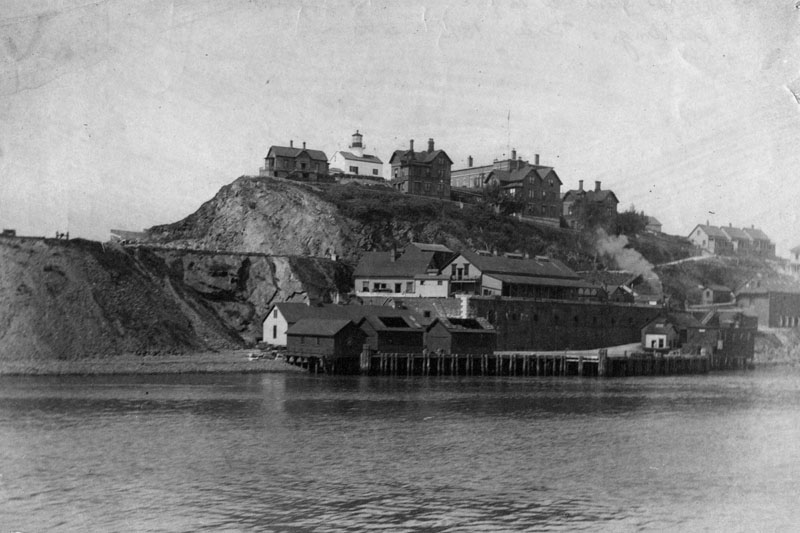
L'île d'Alcatraz en 1895.

Après la guerre de Sécession, les avancées technologiques rendirent les fortifications et l'armement d'Alcatraz obsolètes. Les canons furent progressivement retirés. Des efforts de modernisation furent entrepris entre 1870 et 1876 mais demeurèrent inachevés. En 1867, une prison fut aménagée en briques et, l'année suivante, Alcatraz devint officiellement un lieu de détention pour les prisonniers militaires. Dans les années 1870, 19 Amérindiens Hopis, qui s'étaient révoltés contre la politique américaine d'assimilation, furent incarcérés à Alcatraz,. Le nombre de prisonniers passa de 25 en 1899 à 441 en 1900. Après le séisme de 1906 à San Francisco et l'incendie qui s'ensuivit, des détenus civils furent transférés à Alcatraz.
Alors que l'utilité purement défensive d'Alcatraz diminua avec le temps (jamais l'île n'eut à utiliser ses canons en bataille), son rôle de prison se confirma dans la première moitié du XXe siècle. En effet, l'isolement, les eaux froides et les courants violents du Golden Gate en faisaient un lieu dont les prisonniers ne devaient pas pouvoir facilement s'échapper. En 1909, l'armée américaine quitta la citadelle afin qu'Alcatraz devienne officiellement une prison militaire. La même année commença la construction par les prisonniers militaires d'un grand bloc en béton qui comprenait 600 cellules, une cuisine, un réfectoire, une infirmerie et des bureaux. Il fut achevé en 1912 et devint célèbre par la suite sous le surnom de « The Rock » (« le rocher »). Une centrale électrique fut également installée. Pendant la Première Guerre mondiale, il accueillit des objecteurs de conscience, parmi lesquels Philip Grosser, qui écrivit un pamphlet intitulé Uncle Sam's Devil's Island (L'Île du diable de l'Oncle Sam). En octobre 1933, le statut de la prison changea pour accueillir des prisonniers civils.

### Pénitencier fédéral

#### À partir de 1933

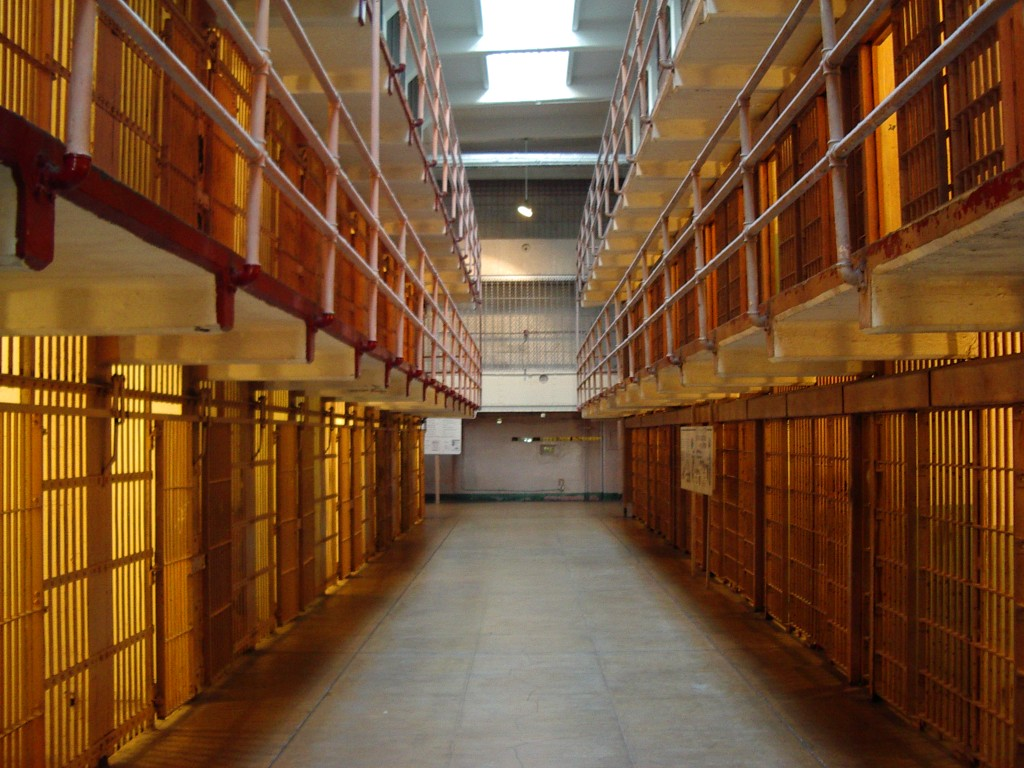
Les couloirs de la prison d'Alcatraz.

En 1933, la propriété d'Alcatraz fut transférée au département de la Justice des États-Unis afin d'en céder l'usage au Bureau fédéral des prisons. On détruisit le niveau supérieur de l’ancien fort, pour ne garder que ses bases, et ses sous sols, accessibles par un escalier fermé, (par ex au niveau du bloc D, au pied des cellules de confinement).
En 1934, le gouvernement fédéral décida de faire de la prison fédérale d'Alcatraz un établissement modèle, offrant un maximum de sécurité pour prévenir les évasions et n'accordant que peu de privilèges aux détenus qui ne pouvaient négocier leurs conditions d'incarcération, ni exercer de pressions sur le personnel ou le directeur...
Sur Alcatraz on comptait 1 gardien pour 3 détenus, contre 1 pour 12 à 30 pour les autres prisons.
Les prisonniers étaient appelés par un matricule et non par leur nom, afin de les briser moralement.
Il était ainsi question de montrer au public que l'État était résolu à enrayer la hausse de la criminalité des années 1930, liés à la prohibition, la criminalité avait augmenté de 1000 % en 30 ans.
L'île d'Alcatraz accueillit des prisonniers célèbres comme Al Capone, Machine Gun Kelly, Birdman et fut aussi le lieu de vie des gardiens et de leurs familles. L'espion allemand Erich Gimpel (en) y fut enfermé en 1945.
Les familles des gardiens vivaient sur l’île, mais les enfants allaient à l’école grâce à un ferry, dans la plus grande discrétion.
Les écoles elles-mêmes devaient tenir au secret le fait que certains enfants étaient issus d’Alcatraz afin d’éviter les pressions.
Les femmes jardinaient pour s’occuper, et de nos jours un véritable jardin d’époque est maintenu.
On peut distinguer deux fonctionnements distincts : lors de sa création, la vie des détenus était très rude et une forte pression psychologique leur était infligée pour les punir ; puis dans les années 1960 la vie carcérale est adoucie avec notamment la projection de 2 films par mois, une heure de musique par jour...

#### Fermeture de la prison
Le 21 mars 1963, sur décision du procureur général des États-Unis Robert Kennedy, la prison d'Alcatraz ferma définitivement ses portes après vingt-neuf années de service, car les coûts de gestion devenaient trop élevés.
Les mentalités américaines des années 1960 jugeaient Alcatraz rétrograde, l’évasion réussie le 11 juin 1962, facilitée par l’érosion du ciment, accéléra la fermeture d’Alcatraz.
Le pénitencier de Marion dans l'Illinois ouvrit la même année pour remplacer Alcatraz. La poursuite de l'activité de la prison aurait nécessité un investissement de trois à cinq millions de dollars américains rien que pour sa restauration et sa maintenance[réf. souhaitée].
Or, cet investissement n'incluait même pas les frais journaliers de fonctionnement d'Alcatraz, qui étaient près de trois fois supérieurs, 10,5 dollars par détenu, contre 3 dollars pour les détenus des autres prisons fédérales sur le continent[réf. souhaitée]. Cet important surcoût fut en grande partie dû à l'isolement total de l'île qui impliquait que toutes les personnes et les marchandises devaient être acheminées par bateau. Il s'agissait non seulement des denrées alimentaires, des vêtements et du courrier, mais surtout de l'eau douce puisqu'Alcatraz n'avait aucune source. Ainsi chaque semaine, trois millions de litres d'eau devaient y être apportés. De plus, les bâtiments étaient très endommagés par la météorisation, c'est-à-dire par les gouttelettes d'eau salée projetées par le vent. Le gouvernement fédéral estima finalement qu'il était plus économique de construire une prison plus moderne que de rénover Alcatraz pour la garder en service.

### Reconversion

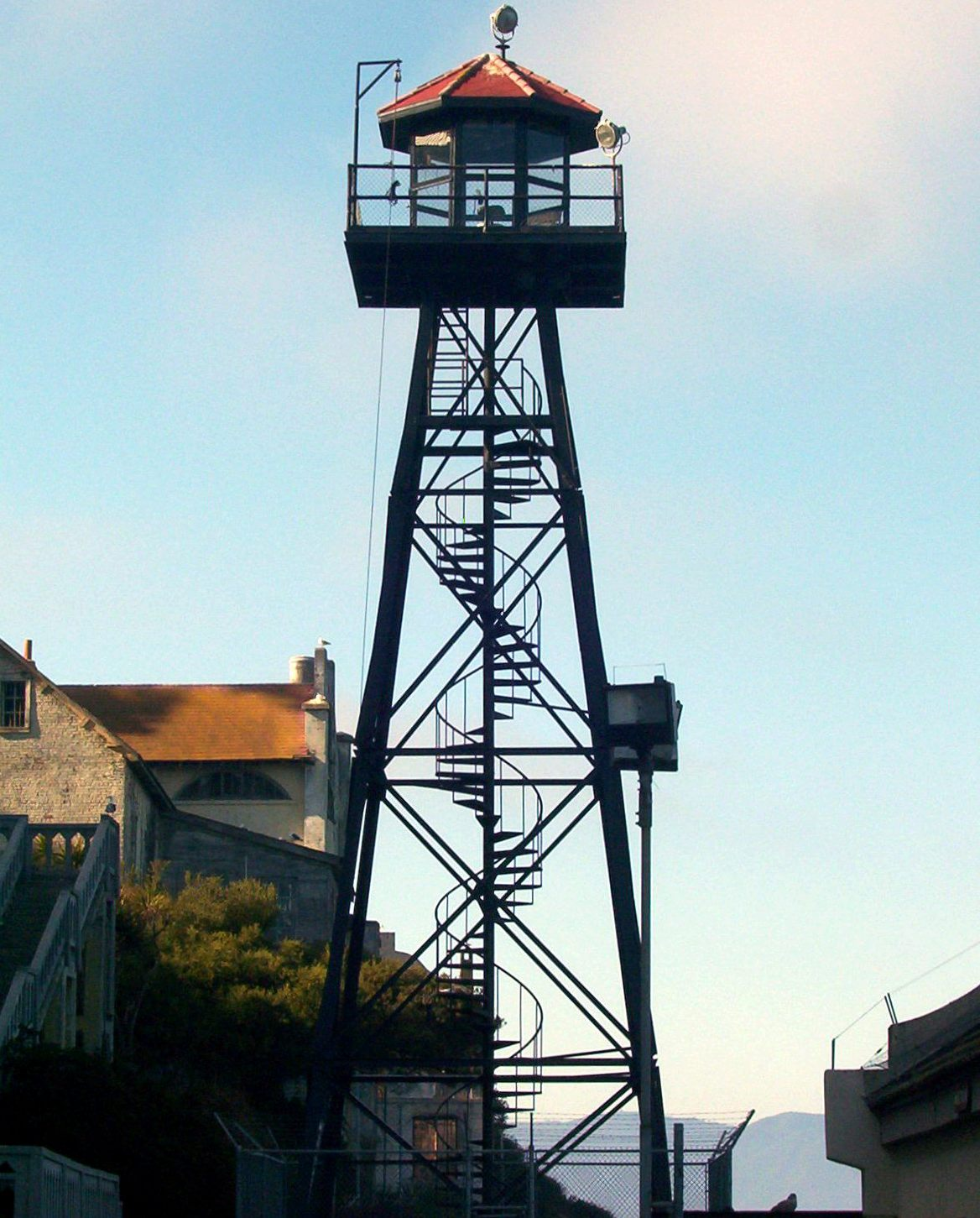
Tour de garde de la prison d'Alcatraz.

Après la fermeture de la prison, plusieurs idées furent examinées afin de transformer l'île d'Alcatraz :il fut tour à tour question de construire un monument pour les Nations unies, d'ériger une « statue de la Liberté » pour la côte Ouest ou encore d'aménager un complexe hôtelier.
L’île fut envahie par les indiens natifs américains qui revendiquaient la propriété de l’île, grâce à une ancienne loi qui spécifiait que tout bâtiment abandonné devenait la propriété des indiens d’Amérique.
En 1970, un feu se déclara (volontairement ?) sur l’île et la maison de l’ancien directeur de la prison (Olin Guy Blackwell) fut détruite, ainsi que de nombreux bâtiments. En juin 1971, les occupants furent évacués sur ordre du gouvernement fédéral.
Le gouvernement empêcha toute tentative de squat en envoyant une grue boule pour détruire les maisons habitables. Plusieurs bâtiments furent démolis, des habitations de gardien et leurs familles, des logements d’officiers célibataires...
En 1972, le Congrès américain créa la Golden Gate National Recreation Area (« zone récréative nationale du Golden Gate ») dans lequel l'ensemble d'Alcatraz fut intégré. L'île d'Alcatraz fut classée sur le Registre national des lieux historiques en 1976 puis déclarée National Historic Landmark en 1986. Elle fut ouverte au public dès 1973 et devint rapidement un des lieux touristiques les plus fréquentés de San Francisco. Chaque année, plus d'un million de touristes visitent l'île et la prison d'Alcatraz. Ils peuvent notamment voir une collection d'objets retraçant la vie dans la forteresse du XIXe siècle et la prison du XXe siècle.
La Global Peace Foundation proposa de raser la prison et de construire un centre pour la paix à la place. En 2007-2008, le projet recueillit 10 350 signatures. Son coût fut évalué à un milliard de dollars. Il fut proposé au référendum du 6 février 2008 et fut rejeté par 72 % des votants.

### Occupation amérindienne
(mai 2025).

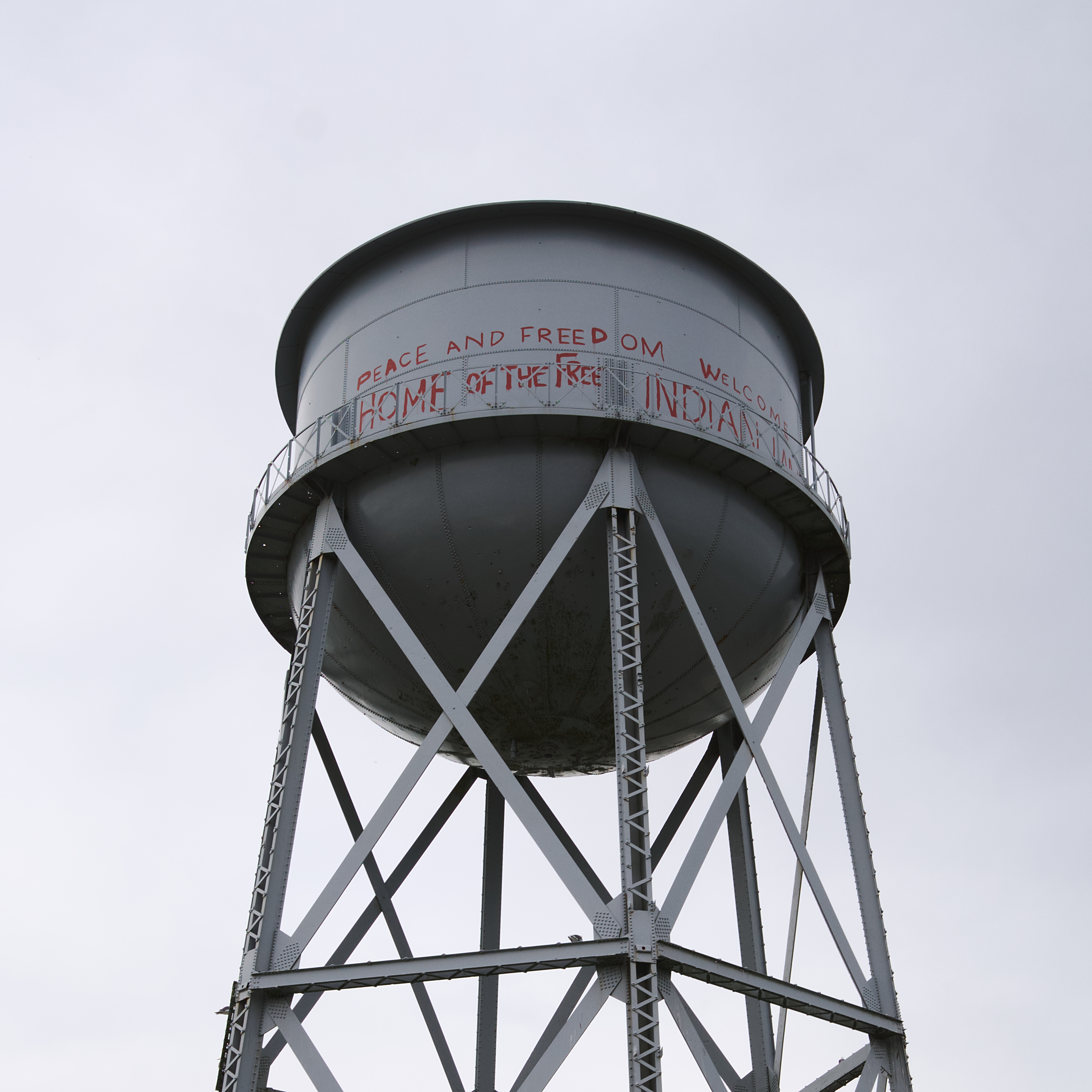
Le château d'eau d'Alcatraz sur lequel les Amérindiens ont laissé des inscriptions.

Le 9 novembre 1969, un événement spectaculaire attira l'attention sur les Amérindiens et Alcatraz. Avant l'aube, 78 Amérindiens débarquèrent sur l'île. Cinq ans plus tôt, le 9 mars 1964, cinq étudiants sioux avaient fait de même pour proclamer une université amérindienne, mais avaient été rapidement expulsés et leur tentative était passée inaperçue.
Le groupe de 1969 fut conduit par Richard Oakes, un Indien mohawk, directeur du département des études indiennes au collège d'État de Chicago, et Grace Thorpe, une Indienne Sauk et Fox fille de Jim Thorpe, footballeur et athlète olympique. Ce groupe fut rejoint par d'autres Amérindiens le 20 novembre, et, en moins d'un mois, ils furent environ une centaine, originaires de tribus différentes. La plupart d'entre eux étaient étudiants de l'université de Californie à Los Angeles. Ils se désignaient comme « Indiens de toutes les tribus » et rédigèrent une déclaration intitulée « Nous tenons le Rocher » (We hold the Rock) dans laquelle ils proposaient d'acheter Alcatraz avec des perles de verre et des chiffons de toile, comme les Blancs l'avaient fait pour Manhattan, trois cents ans auparavant. Ils exigeaient, en outre, la création d'un centre culturel et universitaire à Alcatraz, où ils pourraient recevoir dans leur langue une éducation conforme à leur culture, à leurs pratiques cérémonielles, à leurs croyances et où ils apprendraient à vivre en accord avec leur propre philosophie naturelle. Il fallut un an et demi avant que les autorités ne réussissent à déloger les Amérindiens de l'île en coupant l'eau, l'électricité et le téléphone. Un incendie se déclara et détruisit cinq bâtiments.
Certains témoignages mis au jour disent que des agitateurs envoyés par le gouvernement auraient mis le feu volontairement afin de s’attirer la désapprobation du peuple américain.[à vérifier]
Au cours de l’occupation d'Alcatraz, les Amérindiens avaient pu attirer l'attention de millions d'Américains et d'étrangers sur leurs difficultés. Les forces fédérales finirent par prendre l'île d'assaut et expulsèrent les derniers Amérindiens (15 personnes), après 19 mois d'occupation, le 10 juin 1971. Aujourd'hui, les Amérindiens de l'International Indian Treaty Council organisent des cérémonies sur l'île, notamment les Sunrise Gatherings du jour de Christophe Colomb et de Thanksgiving.

## Vie de la prison

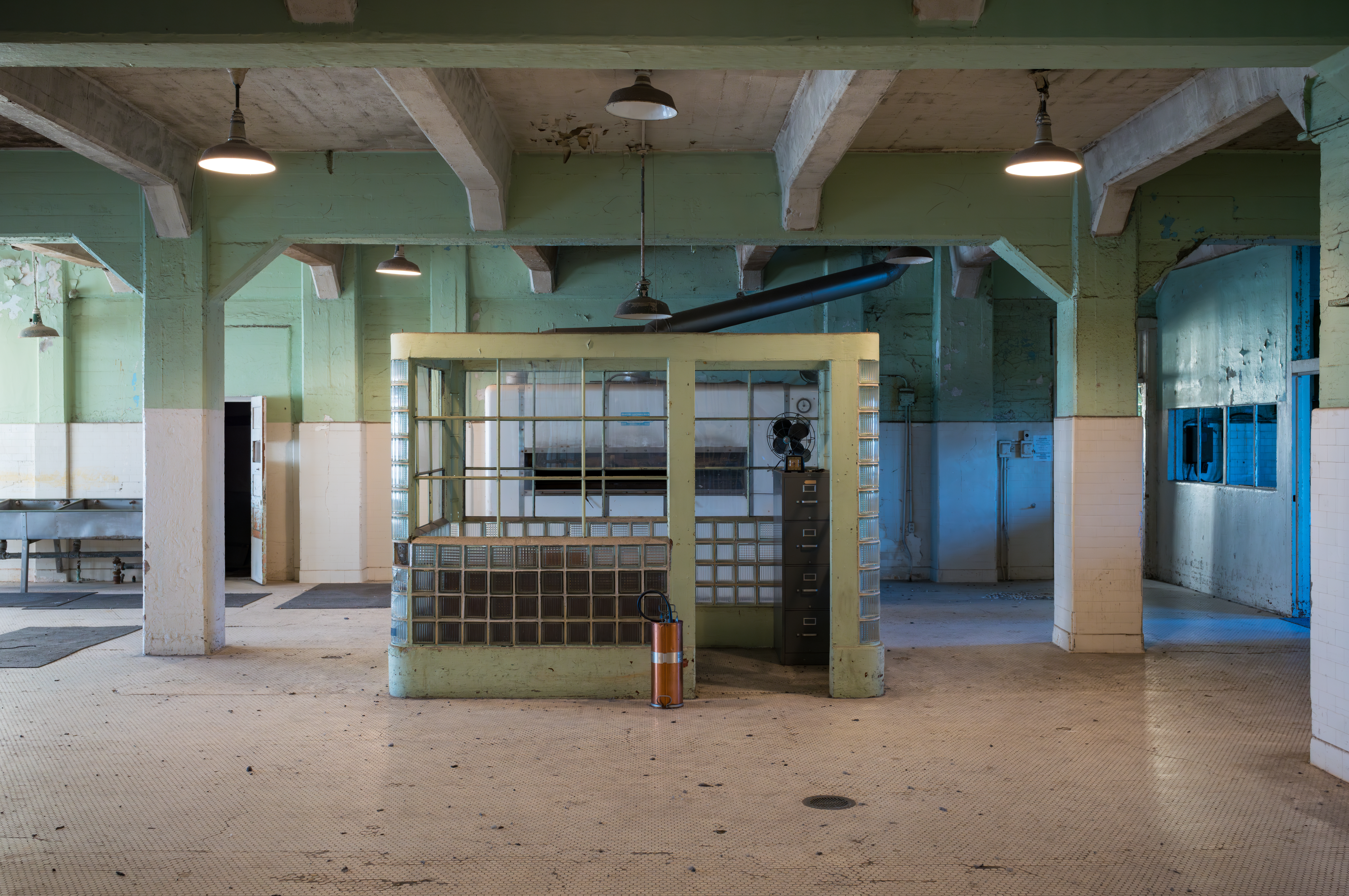
La cuisine, proche de la salle à manger, d'Alcatraz. Juillet 2023.

### Évasions
Durant les 29 ans de fonctionnement de la prison de 1934 à 1963, 36 détenus ont essayé de s'évader lors de 14 tentatives différentes. Sur ces 36 évadés, 23 furent rattrapés, six furent tués par balle et cinq se sont enfuis par la mer et ne furent jamais retrouvés (présumés noyés). Deux prisonniers furent exécutés dans une chambre à gaz de la prison d'État de San Quentin (Californie) pour leur rôle dans la mort d'un gardien durant leur tentative d'évasion d'Alcatraz du 2 au 4 mai 1946, ce que l'on appela plus tard la  bataille d'Alcatraz. Officiellement, aucun détenu n'est jamais parvenu à s'évader totalement d'Alcatraz en rejoignant le continent.

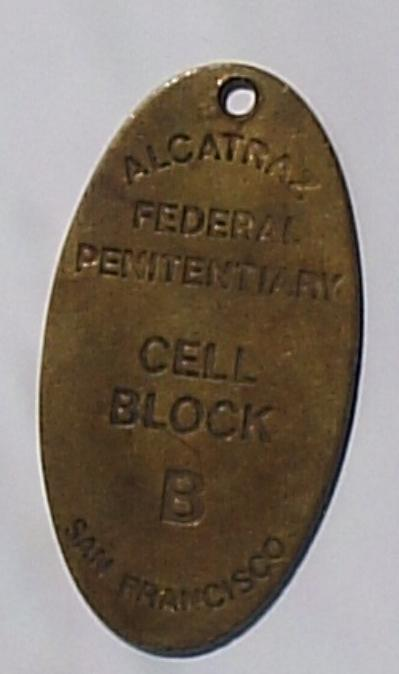
Plaque de pénitencier d'un détenu d'Alcatraz.

Les quatorze évasions d'Alcatraz entre 1934 et 1963 sont des épisodes souvent rocambolesques :
- 27 avril 1936 : tandis qu'il brûle des détritus dans l'incinérateur de l'île, Joseph Bowers commence à forcer les grillages au bord de la rive. Après avoir refusé de se rendre et de faire demi-tour, il est abattu par un gardien depuis la tour de garde de la route ouest. Le détenu fait alors une chute de 15 à 30 mètres dans le rivage. Il meurt de ses blessures ;
- 16 décembre 1937 : pendant qu'ils travaillaient, Theodore Cole et Ralph Roe réussissent à s'évader du bâtiment nommé "Old industries building" ou encore "mat shop" et disparaissent dans la baie. Même si une tempête fait rage ce jour-là et que les courants sont forts, certaines personnes pensent qu'ils ont pu s'en sortir. Jamais retrouvés, ils sont officiellement portés disparus et présumés noyés ;
- 23 mai 1938 : Thomas R. Limerick, James C. Lucas et Rufus Franklin attaquent un garde non armé qu'ils tuent à l'aide d'un marteau. Les fuyards sont rapidement stoppés par les tirs des gardiens. Limerick meurt tandis que Lucas et Franklin sont condamnés à des peines de prison à perpétuité ;
- 13 janvier 1939 : Arthur « Doc » Barker (l'un des quatre fils de Kate Barker), Dale Stamphill, William Martin, Henri Young et Rufus McCain s'échappent de leur cellule en unité d'isolement. Ils sont interceptés sur le rivage ouest. Martin, Young et McCain se rendent tandis que Barker et Stamphill sont neutralisés par balle. Plus tard, Arthur Barker meurt de ses blessures. Le film Meurtre à Alcatraz est basé sur ces faits ;
- 21 mai 1941 : Joseph Paul Cretzer, Sam Shockley, Arnold Kyle et Lloyd Barkdoll prennent plusieurs gardiens en otage. Cependant, ils renoncent à leur tentative d'évasion après avoir été persuadés qu'il était impossible de s'échapper d'Alcatraz ;
- 15 septembre 1941 : pendant sa session de travail au centre des déchets de l'île, John Bayless tente de s'échapper. Peu après s'être introduit dans l'eau froide, il renonce. Au cours de son procès, il réessaye de s'évader, sans succès ;

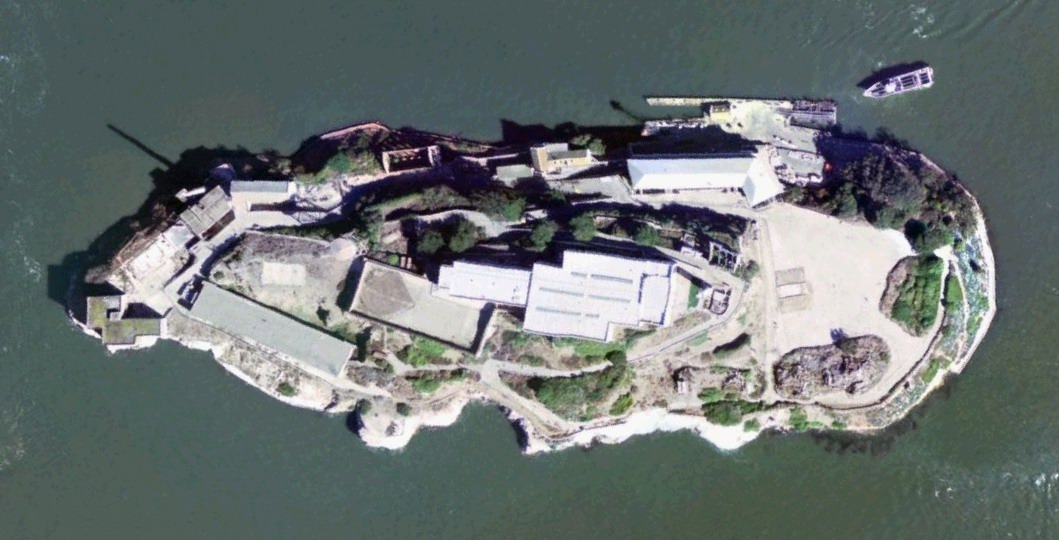
Vue satellite d'Alcatraz.

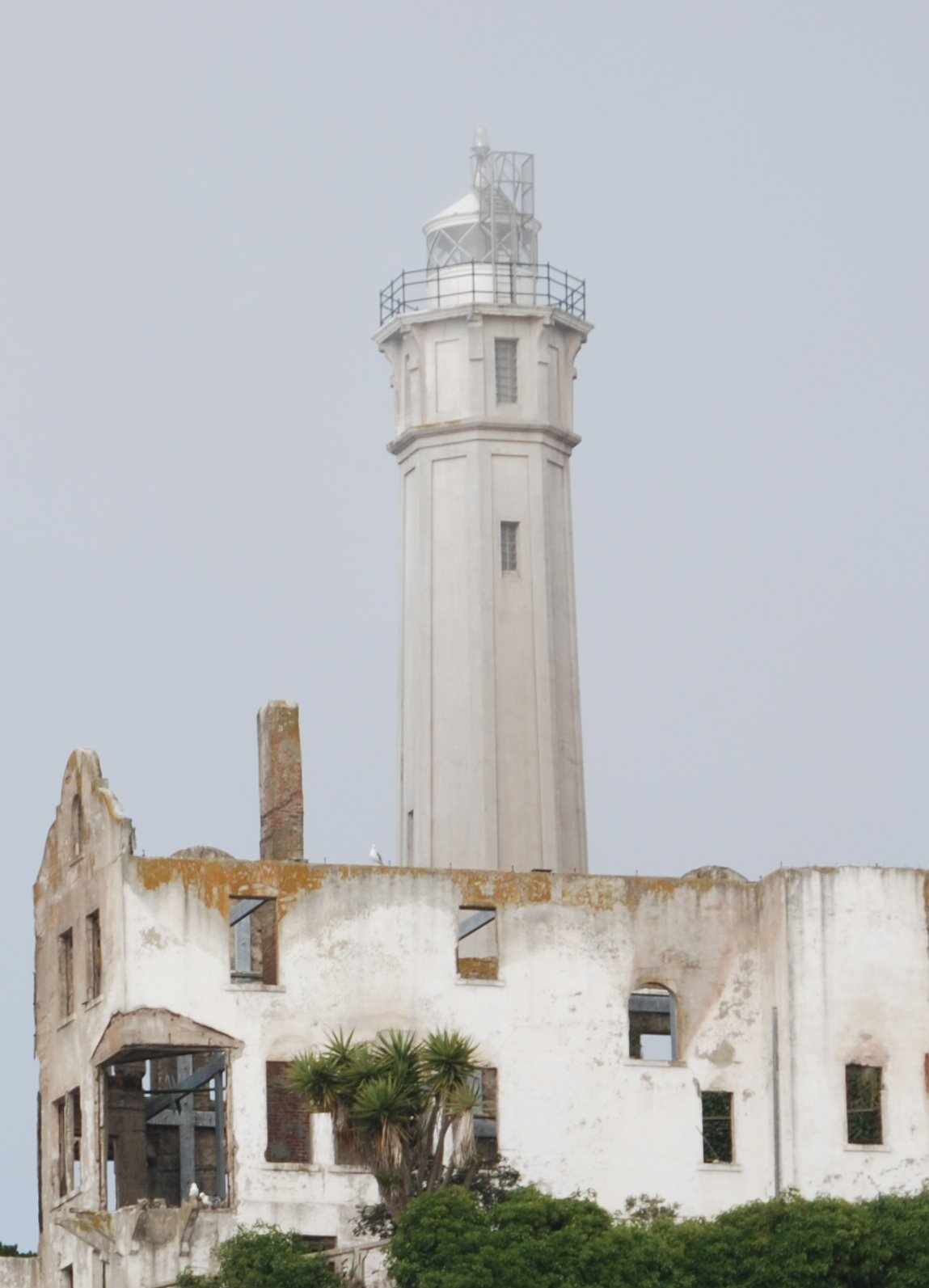
Phare d'Alcatraz.

- 14 avril 1943 : James Boarman, Harold Brest, Floyd Hamilton et Fred Hunter prennent deux gardiens en otage et en profitent pour s'échapper ; mais un des otages réussit à prévenir les autres gardiens. Le feu est ouvert sur les fuyards qui nagent au large. Tandis que Hunter et Brest sont tous deux appréhendés sans problème, Boarman est tué par balle (son corps a instantanément coulé et n'a pu être repêché) et Hamilton est présumé noyé… avant qu'il ne soit retrouvé par des gardiens à Alcatraz vers où il avait fait demi-tour ;
- 7 août 1943 : Huron Ted Walters disparaît de la laverie. Il est capturé sur le rivage avant qu'il ne puisse tenter de rejoindre la baie de San Francisco ;
- 31 juillet 1945 : dans une des tentatives d'évasion les plus ingénieuses, John K. Giles tire avantage de sa fonction de déchargeur de bateaux aux docks de l'île. Ce jour-là, il déchargea du matériel militaire envoyé à Alcatraz pour être nettoyé par les détenus. Giles en profite pour subtiliser un uniforme militaire et grâce à cet accoutrement repartir avec le bateau. Malheureusement pour lui, le bateau fait route vers Angel Island et non San Francisco comme il l'espérait. Tout de suite déclaré manquant, il est rattrapé à Angel Island faute de pouvoir en sortir ;
- 2-4 mai 1946 : durant cet incident connu sous le nom de « Bataille d'Alcatraz », six prisonniers tentent de prendre la fuite en maîtrisant les gardiens et en prenant possession des armes et des clés de la prison. Durant le combat, seize gardiens sont blessés et deux sont tués. L'armée intervint le 4 mai et les corps de trois des prisonniers sont retrouvés dans les coursives où ils ont été tués, refusant de se rendre. Deux preneurs d'otages sont condamnés à la peine de mort (ils sont gazés à San Quentin en 1948), et le troisième âgé de 19 ans, à une seconde peine à perpétuité ;
- 23 juillet 1956 : Floyd Wilson disparaît de son travail aux docks. Après plusieurs heures de recherche au bord du rivage, il est retrouvé et réincarcéré ;
- 29 septembre 1958 - Durant leur session de travail, Aaron Burgett et Clyde Johnson s'évadent en neutralisant un gardien et s'échappent de l'île à la nage. Clyde Johnson est capturé ; mais après de longues recherches son compagnon d'échappée n'est pas retrouvé. Ce n'est que deux semaines plus tard que le corps d'Aaron Burgett est repéré en mer ;
- 11 juin 1962 - Rendue célèbre par le film L'Évadé d'Alcatraz avec Clint Eastwood, l'évasion de Frank Morris et des frères John et Clarence Anglin reste un mystère. Disparus de leur cellule dans la nuit et de la prison via les bouches d'aération, on ne put jamais les retrouver. C'est seulement au petit matin que les gardes s'aperçoivent de leur évasion ; leurs cellules sont vides et leur absence dissimulée par des têtes de mannequins fabriqués en papier mâché. Le FBI lance alors l'une des plus grandes chasses à l'homme jamais entreprises — sans succès. Des effets personnels (vestes, lettres et photos) sont par la suite retrouvés dans la baie de San Francisco et plusieurs semaines plus tard, un corps en tenue bleue comme celui des détenus d'Alcatraz est repêché. Mais son état de détérioration est tel qu'il ne put jamais être identifié. Frank Morris, John et Clarence Anglin ont été officiellement portés disparus et présumés noyés. La cellule des évadés est reconstituée lorsque l'on visite la prison, notamment les trois cellules avec les mannequins et les bouches d'aération forcées. En 2009, on voit encore un avis de recherche des trois évadés, avec leurs visages vieillis informatiquement, qui semble destiné surtout à entretenir un mythe folklorique ;

- 16 décembre 1962 - John Paul Scott et Darl Parker scient les barreaux de leur cellule et sautent à l'eau. Parker est par la suite retrouvé sur un rocher près de l'île tandis que Scott qui a tenté de nager jusqu'à San Francisco est déporté vers le large avant d'être lui aussi retrouvé vers Fort Point par des adolescents. Souffrant d'hypothermie, il est transféré dans un hôpital militaire avant de retourner à la prison d'Alcatraz.

Une des légendes d'Alcatraz raconte qu'il est impossible de s'évader de l'île par la nage à cause des requins. En réalité, il y a bien des requins dans la baie de San Francisco, mais il est peu commun que des espèces connues pour leur dangerosité potentielle comme le Carcharodon carcharias ne soient présentes dans ces eaux. Les principaux obstacles pour les fuyards sont la température de l'eau (environ 10-12 degrés), les forts courants qui entraînent vers le large et la distance au continent (deux kilomètres). En 1934, une jeune fille a réussi la traversée pour prouver aux autorités fédérales que celle-ci était possible. Plusieurs nageurs ont depuis réussi à rejoindre la ville depuis l'île, notamment un garçon âgé de neuf ans, le 22 mai 2006, qui a accompli la traversée en quarante-sept minutes. Une épreuve sportive de natation, très encadrée, est organisée chaque année (« Escape from Alcatraz »).
Une personne entraînée et conditionnée peut sans doute survivre à l'eau froide et parcourir la distance de la traversée tout en remontant les courants. En revanche, pour les prisonniers, qui n'ont aucun entraînement, aucun contrôle sur leur régime alimentaire et pas de conditions de vie optimales, les chances de succès sont faibles. De plus l'administration pénitentiaire faisait prendre systématiquement des douches chaudes aux détenus afin qu'aucun d'entre eux ne puisse s'accoutumer à l'eau froide. À ce jour, un seul détenu, John Paul Scott, a réussi à rallier San Francisco.

## Réouverture de la prison
En 2025, élu à la Maison Blanche pour un second mandat, Donald Trump annonce son intention de faire à nouveau de l'île d'Alcatraz une prison "pour y enfermer les criminels les plus dangereux et violents d'Amérique". A ses yeux, l'ancienne prison fermée en 1963, "symbole de loi, d'ordre et de justice", doit être modernisée, agrandie, afin de retrouver son ancienne vocation.
En juillet 2025, la ministre de la justice Pam Bondi se rend sur place, ainsi que Doug Burgum, le ministre de l'intérieur, et déclare à la chaine de télévision Fox News : "A Alcatraz, on peut détenir le pire du pire, des immigrés clandestins, n'importe quoi !".

## Bâtiments notables
Outre les bâtiments du pénitencier fédéral d'Alcatraz, l'île accueille également quelques autres bâtiments notables.

### Quai
Le quai d'accostage de l'île d'Alcatraz (en anglais : Alcatraz Wharf) est situé sur le côté sud-est de l'île. Classé en tant que bâtiment no 33 du monument historique national de l'île d'Alcatraz, il a également été connu durant son histoire comme le « dock d'Alcatraz » (en anglais : Alcatraz Dock) ou la « jetée d'Alcatraz » (en anglais : Alcatraz Pier). Il s'agit du principal point d'accès à l'île, un autre quai, situé sur la côté nord-ouest de l'île, existe également mais n'était utilisé que pour le chargement de roches.
Le quai contenait de nombreux bâtiments historiques de l'île, notamment le bâtiment 64 (caserne défensive d'Alcatraz, construit en 1905), la caserne à l'épreuve des bombes, le quartier chinois, le bureau des gardes forestiers, le garage, la tour du quai, le coffre de stockage et le foyer no 3.
Le quai a été établi sur Alcatraz dans les années 1850 afin de permettre le débarquement d'hommes et de matériaux de construction destinés à la construction du fort achevé, qui fut achevé en 1859. En 1867, un navire, le General McPherson (en), est construit afin de desservir l'île ainsi que d'autres installations militaires de la région de la baie de San Francisco,, du fait de la reconversion d'Alcatraz en prison militaire à partir de 1868. Avant d'être remplacé, le navire à vapeur transporte ainsi des officiers, des prisonniers et des réserves de nourriture et d'eau vers l'île entre 1867 et 1886, accostant sur le quai deux fois par jour.
Au milieu des années 1880, des travaux sont entrepris sur la zone du quai afin de le réparer et de construire des hangars de stockage du charbon et un hangar à bateaux. La salle des machines du fort était située sur le quai. Le bateau à vapeur Rosecrans, propriété de l'Associated Oil Company, est détruit par un incendie survenu au-dessus de la ligne de flottaison et coule en eau profonde au large du quai au début des années 1910. Son équipage composé de quarante-deux hommes parvient à s'échapper en sautant dans la baie et en nageant vers la terre ferme.
Durant la période d'utilisation de l'île en tant que pénitencier fédéral, un prisonnier tente de s'évader grâce à un bateau en se déguisant en officier.
La réhabilitation parasismique du quai est réalisée au début des années 2000. La rénovation du quai existant et de ses installations a consisté en la démolition du béton, l'excavation et l'installation de tirants. De l'acier renforcé et du béton ont été ajoutés à un nouveau tablier. Des travaux ont également été effectués sur les pieux détériorés sous le tablier du quai.
Aujourd'hui, le quai accueille les visiteurs du musée de l'île et est desservi quotidiennement par des excursions en bateau.

### Ancienne chapelle militaire
L'ancienne chapelle militaire, également appelé le « quartier des célibataires », est situé à côté du quai, du port d'embarquement et du bâtiment 64. Il a été construit dans les années 1920 dans le style Mission Revival afin d'accueillir les officiers affectés à la prison militaire de l'île. Le rez-de-chaussée servait de logement aux officiers et à leurs familles qui travaillaient à la prison militaire et le dernier étage servait d'école et de chapelle.
À partir de 1934 et de la période d'utilisation de l'île en tant que pénitencier fédéral, le bâtiment est utilisé comme garçonnière pour les officiers célibataires affectés dans l'établissement.

## Faune et flore

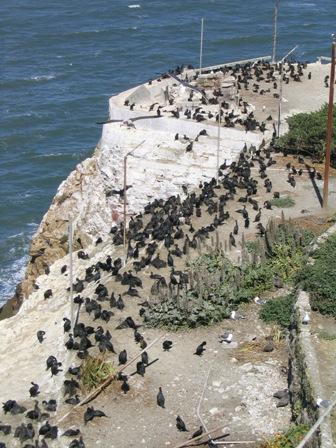
Alcatraz abrite d'importantes colonies d'oiseaux.

Le site d'Alcatraz est un sanctuaire pour les oiseaux sauvages : on peut y observer le pélican brun, le guillemot colombin, l'huîtrier de Bachman, l'aigrette neigeuse, le bihoreau gris, le bruant à couronne blanche, le bruant chanteur, le colibri d'Anna ou le moucherolle noir. Le goéland d'Audubon est l'oiseau le plus fréquent sur Alcatraz. Sa nourriture est variée (poissons, invertébrés). Il existe trois espèces de cormorans regroupés en colonies : le cormoran de Brandt, le cormoran à aigrettes et le cormoran pélagique.
Les agents du National Park Service recensent les oiseaux chaque année. La plupart des oiseaux nichent dans les rochers, même si certains préfèrent les arbres et les arbustes de l'île. Entre février et septembre, des parties du site sont interdites au public pour permettre aux oiseaux de se reproduire.
En 2003 fut engagé un projet pour restaurer et préserver les jardins d'Alcatraz (The gardens of Alcatraz). Ces derniers remontent à l'époque de la forteresse. Ils furent ensuite utilisés par les familles des gardiens de prison et entretenus par les détenus. Avec la fermeture de la prison en 1963, les jardins furent laissés à l'abandon. Aujourd'hui, ils abritent 73 espèces de plantes, parmi lesquelles figure un grand nombre de plantes méditerranéennes : acanthe, pavot de Californie, chèvrefeuille, tison de Satan (Kniphofia uvaria), valériane officinale, agave, framboisier (Rubus ursinus), fuchsia, géranium, Echium. L'eucalyptus est une espèce d'arbres importée alors que le cyprès de Monterey est un arbre endémique de la côte centrale californienne.

## Informations touristiques
Chaque année, Alcatraz est visitée par plus d'un million de personnes. L'île possède en effet de nombreux atouts : les touristes peuvent apprécier la vue sur la ville de San Francisco, la baie et le pont du Golden Gate, mais aussi l'observation des oiseaux, la visite des cellules et des jardins. La seule façon de se rendre à Alcatraz est de prendre le ferry depuis San Francisco. La société Alcatraz Cruises propose des traversées de la baie sur The Embarcadero près de Fisherman's Wharf au Pier 33. Les départs ont lieu toutes les demi-heures à partir de 9 h 00 du matin. Durant la saison estivale, il est recommandé de réserver. Alcatraz est ouverte tous les jours sauf le jour de l'an, de Thanksgiving et de Noël. La visite d'Alcatraz peut prendre facilement au moins deux à trois heures. L'entrée est de 47,95 $ par adulte et le prix de la traversée inclut un audioguide. Il n'y a aucune possibilité de dormir sur le site, ni d'acheter de la nourriture. Les animaux sont interdits. Un transport est prévu pour les personnes handicapées.

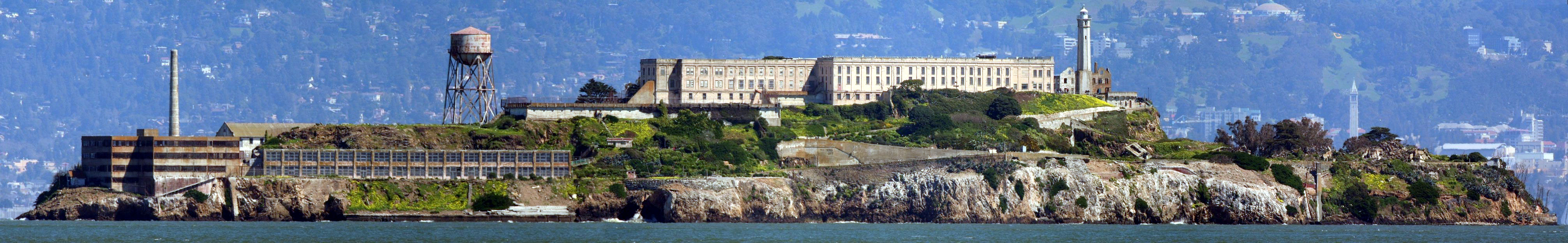
Panorama d'Alcatraz vue de la baie de San Francisco vers l'est. La Sather Tower et l'université de Californie à Berkeley sont visibles à l'arrière-plan, à droite de la photographie.

## Climat
Le climat de l'île est méditerranéen de type californien. La moyenne des précipitations annuelles s'y élève à 507,2 mm, dont 85 % tombent de novembre à mars. L’amplitude thermique est modérée et la moyenne annuelle des températures plutôt tiède. Les températures maximales moyennes oscillent l'été entre 15 et 24 °C, et l'hiver entre 10 et 15 °C pendant la journée, mais peuvent tomber à 5 °C la nuit. Les hivers sont pluvieux et doux. Le gel est quasi inexistant et la neige reste un phénomène peu fréquent. Les étés sont généralement brumeux mais secs et la canicule est extrêmement rare. En septembre, pendant l'été indien de San Francisco, les températures sont douces. Le courant froid de Californie apporte des perturbations chargées de pluies en hiver et des nappes de brouillard en été et au début de l'automne.
| Mois                              | jan.  | fév. | mars | avril | mai  | juin | jui. | août | sep. | oct. | nov. | déc. | année |
| --------------------------------- | ----- | ---- | ---- | ----- | ---- | ---- | ---- | ---- | ---- | ---- | ---- | ---- | ----- |
| Température minimale moyenne (°C) | 7,7   | 9,3  | 9,4  | 9,9   | 10,3 | 11,4 | 11,9 | 12,6 | 13,3 | 12,9 | 10,9 | 8,3  | 10,6  |
| Température moyenne (°C)          | 10,6  | 12,4 | 12,7 | 13,3  | 13,7 | 14,7 | 15,1 | 15,6 | 16,8 | 16,7 | 14   | 10,9 | 13,8  |
| Température maximale moyenne (°C) | 13,5  | 15,6 | 16   | 16,7  | 17,1 | 17,8 | 18,1 | 18,7 | 20,4 | 20,4 | 17,1 | 13,6 | 17    |
| Précipitations (mm)               | 103,1 | 74,9 | 78   | 32,8  | 6,4  | 3,8  | 1    | 1,8  | 6,6  | 32   | 81,5 | 78,7 | 500,6 |

## Culture populaire
- Dans le jeu Call Of Duty: Warzone, une réplique partielle de l'île est présente sous le nom "d'Île de la Renaissance".
- Dans le jeu Call Of Duty: Mobile il existe une carte Alcatraz très ressemblante à celle vue ci-dessus.
- Dans le jeu Tony Hawk Pro Skater 4 il existe une carte Alcatraz où l'on peut découvrir les principaux bâtiments.